# Neschwitz
Neschwitz, in alto sorabo Njeswačidło, è un comune di 2.503 abitanti della Sassonia, in Germania.
Appartiene al circondario (Landkreis) di Bautzen (targa BZ) ed è parte della comunità amministrativa (Verwaltungsverband) di Neschwitz.